# Nitzan Horowitz
Nitzan Horowitz (en hebreo: ניצן הורוביץ; nacido el 24 de febrero de 1965) es un ex-periodista, político israelí, líder del partido Meretz y, entre 2021 y 2022, ministro de Salud de Israel.
Antes de su ingreso a la política se desempeñó como periodista en la radio militar de Israel (Galei Tzahal), editor de noticias de asuntos exteriores en dicha radio, en los diarios Hadashot y Haaretz, y en el Canal 10. También fue corresponsal en París y Washington para Haaretz. Luego se unió al partido Meretz y sirvió en la Knesset del 2009 al 2015. En 2013, se presentó para alcalde en las elecciones locales de la ciudad de Tel Aviv, perdió las elecciones aunque obtuvo el 40% de los votos. Se retiró de la política en el 2015 y regresó en el 2019. Tras su regreso, ganó las elecciones primarias para líder del partido Meretz y volvió a ser electo a la Knesset. En junio del 2021 asumió como ministro de Salud en el gobierno de Naftalí Bennet. 
Horowitz es el primer hombre abiertamente gay, y de la comunidad LGBT en general, en liderar un partido político en Israel.